# Olympische Sommerspiele 2004/Schwimmen – 50 m Freistil (Frauen)
Der Wettbewerb über 50 Meter Freistil der Frauen bei den Olympischen Spielen 2004 in Athen wurde am 20. und 21. August 2004 im Olympic Aquatic Centre des Athens Olympic Sports Complex ausgetragen. 73 Athletinnen nahmen daran teil. 
Es fanden zehn Vorläufe statt. Die 16 schnellsten Schwimmer aller Vorläufe qualifizierten sich für die zwei Halbfinals, die am selben Tag ausgetragen wurden. Für das Finale qualifizierten sich die acht zeitschnellsten Schwimmer beider Halbfinals. Im Finale gewann die Niederländerin Inge de Bruijn mit einer Zeit von 24,58 Sekunden vor der Französin Malia Metella und Libby Lenton aus Australien.

## Rekorde
Vor Beginn der Olympischen Spiele waren folgende Rekorde gültig.
| Weltrekord         | Inge de Bruijn ( Niederlande) | 24,13 s | Sydney, Australien | 22. September 2000 |
| Olympischer Rekord | Inge de Bruijn ( Niederlande) | 24,13 s | Sydney, Australien | 22. September 2000 |

## Titelträger
| Olympiasieger | Inge de Bruijn ( Niederlande) | 24,32 s | Sydney 2000    |
| Weltmeister   | Inge de Bruijn ( Niederlande) | 24,47 s | Barcelona 2003 |

## Vorlauf

### Vorlauf 1
| Platz | Name          | Nation         | Zeit (s) |
| ----- | ------------- | -------------- | -------- |
| 001   | Doli Akhter   | Bangladesch    | 30,72    |
| 002   | Monika Bakale | Republik Kongo | 31,61    |
| 003   | Amira Edrahi  | Libyen         | 34,67    |

### Vorlauf 2
| Platz | Name                       | Nation                             | Zeit (s) |
| ----- | -------------------------- | ---------------------------------- | -------- |
| 001   | Sameera Al-Bitar           | Bahrain                            | 31,00    |
| 001   | Ghazal El Jobeili          | Libanon                            | 31,00    |
| 003   | Tracy Ann Route            | Föderierte Staaten von Mikronesien | 31,26    |
| 004   | Christal O’Reilly Clashing | Antigua und Barbuda                | 31,55    |
| 005   | Han Choi                   | Malawi                             | 31,62    |
| 006   | Evelyn Otto                | Palau                              | 33,04    |
| 007   | Ket Sivan                  | Kambodscha                         | 34,62    |
| 008   | Vilayphone Vongphachanh    | Laos                               | 36,57    |

### Vorlauf 3
| Platz | Name                               | Nation     | Zeit (s) |
| ----- | ---------------------------------- | ---------- | -------- |
| 001   | Ermelinda Zamba                    | Mosambik   | 29,34    |
| 002   | Tojohanitra Andriamanjatoarimanana | Madagaskar | 29,35    |
| 003   | Eva Donde                          | Kenia      | 29,47    |
| 004   | Diane Etiennette                   | Mauritius  | 30,00    |
| 005   | Rubab Raza                         | Pakistan   | 30,10    |
| 006   | Rovena Marku                       | Albanien   | 30,51    |
| 007   | Samar Nassar                       | Jordanien  | 30,83    |
| 008   | Aminath Rouya Hussain              | Malediven  | 31,26    |

### Vorlauf 4
| Platz | Name              | Nation         | Zeit (s) |
| ----- | ----------------- | -------------- | -------- |
| 001   | Melanie Slowing   | Guatemala      | 27,44    |
| 002   | Maria Tregubova   | Moldau         | 28,40    |
| 003   | Roshendra Vrolijk | Aruba          | 28,43    |
| 004   | Jakie Wellman     | Sambia         | 28,56    |
| 005   | Geraldine Arce    | Nicaragua      | 28,73    |
| 006   | Menaka de Silva   | Sri Lanka      | 28,93    |
| 007   | Éliane Droubry    | Elfenbeinküste | 29,23    |
| 008   | Sade Daal         | Suriname       | 29,27    |

### Vorlauf 5
| Platz | Name                  | Nation                 | Zeit (s) |
| ----- | --------------------- | ---------------------- | -------- |
| 001   | Vanessa García        | Puerto Rico            | 26,26    |
| 002   | Alison Fitch          | Neuseeland             | 26,56    |
| 003   | Sara Isakovič         | Slowenien              | 26,81    |
| 004   | Nieh Pin-chieh        | Chinesisch Taipeh      | 27,09    |
| 005   | Miroslava Najdanovski | Serbien und Montenegro | 27,18    |
| 006   | Alia Atkinson         | Jamaika                | 27,21    |
| 007   | Nikia Deveaux         | Bahamas                | 27,36    |

### Vorlauf 6
| Platz | Name                     | Nation      | Zeit (s) |
| ----- | ------------------------ | ----------- | -------- |
| 001   | Lara Heinz               | Luxemburg   | 26,35    |
| 002   | Ragnheiður Ragnarsdóttir | Island      | 26,36    |
| 003   | Anna Gostomelsky         | Israel      | 26,72    |
| 004   | Florencia Szigeti        | Argentinien | 26,84    |
| 005   | Jelena Skalinskaja       | Kasachstan  | 27,04    |
| 006   | Shikha Tandon            | Indien      | 27,08    |
| 007   | Zsuzsanna Csobánki       | Ungarn      | 27,09    |
| 008   | Elaine Chan              | Hongkong    | 27,48    |

### Vorlauf 7
| Platz | Name                  | Nation              | Zeit (s) |
| ----- | --------------------- | ------------------- | -------- |
| 001   | Jeanette Ottesen Gray | Dänemark            | 25,95    |
| 002   | Sandra Kazíková       | Tschechien          | 26,18    |
| 003   | Triin Aljand          | Estland             | 26,19    |
| 004   | Arlene Semeco         | Venezuela           | 26,20    |
| 005   | Ryu Yun-ji            | Südkorea            | 26,26    |
| 006   | Zhu Yingwen           | Volksrepublik China | 26,45    |
| 007   | Martha Matsa          | Griechenland        | 26,46    |
| 008   | Sharntelle McLean     | Trinidad und Tobago | 26,86    |

### Vorlauf 8
| Platz | Name                    | Nation             | Zeit (s) |
| ----- | ----------------------- | ------------------ | -------- |
| 001   | Michelle Engelsman      | Australien         | 25,28    |
| 002   | Jenny Thompson          | Vereinigte Staaten | 25,50    |
| 003   | Eileen Coparropa        | Panama             | 25,57    |
| 004   | Nery Mantey Niangkouara | Griechenland       | 25,62    |
| 005   | Dorothea Brandt         | Deutschland        | 25,67    |
| 006   | Martina Moravcová       | Slowakei           | 25,69    |
| 007   | Anna-Karin Kammerling   | Schweden           | 25,85    |
| 008   | Olha Mukomol            | Ukraine            | 25,96    |

### Vorlauf 9
| Platz | Name                | Nation             | Zeit (s) |
| ----- | ------------------- | ------------------ | -------- |
| 001   | Kara Lynn Joyce     | Vereinigte Staaten | 25,06    |
| 002   | Libby Lenton        | Australien         | 25,31    |
| 003   | Alison Sheppard     | Großbritannien     | 25,36    |
| 004   | Therese Alshammar   | Schweden           | 25,42    |
| 005   | Rebeca Gusmão       | Brasilien          | 25,64    |
| 006   | Cristina Chiuso     | Italien            | 25,68    |
| 007   | Judith Draxler      | Österreich         | 25,82    |
| 008   | Hanna-Maria Seppälä | Finnland           | 26,01    |

### Vorlauf 10
| Platz | Name                | Nation      | Zeit (s) |
| ----- | ------------------- | ----------- | -------- |
| 001   | Inge de Bruijn      | Niederlande | 24,66    |
| 002   | Malia Metella       | Frankreich  | 25,21    |
| 003   | Swjatlana Chachlowa | Belarus     | 25,24    |
| 004   | Marleen Veldhuis    | Niederlande | 25,28    |
| 005   | Flávia Delaroli     | Brasilien   | 25,40    |
| 006   | Sandra Völker       | Deutschland | 25,74    |
| 007   | Ana Belén Palomo    | Spanien     | 25,92    |

## Halbfinale

### Lauf 1
| Platz | Name                | Nation             | Zeit (s) |
| ----- | ------------------- | ------------------ | -------- |
| 001   | Kara Lynn Joyce     | Vereinigte Staaten | 25,06    |
| 002   | Therese Alshammar   | Schweden           | 25,15    |
| 003   | Marleen Veldhuis    | Niederlande        | 25,27    |
| 004   | Rebeca Gusmão       | Brasilien          | 25,31    |
| 005   | Alison Sheppard     | Großbritannien     | 25,36    |
| 006   | Eileen Coparropa    | Panama             | 25,37    |
| 006   | Cristina Chiuso     | Italien            | 25,37    |
| 008   | Swjatlana Chachlowa | Belarus            | 25,47    |

### Lauf 2
| Platz | Name                    | Nation             | Zeit (s) |
| ----- | ----------------------- | ------------------ | -------- |
| 001   | Inge de Bruijn          | Niederlande        | 24,56    |
| 002   | Libby Lenton            | Australien         | 24,90    |
| 003   | Malia Metella           | Frankreich         | 24,99    |
| 004   | Michelle Engelsman      | Australien         | 25,13    |
| 005   | Flávia Delaroli         | Brasilien          | 25,17    |
| 005   | Jenny Thompson          | Vereinigte Staaten | 25,17    |
| 007   | Nery Mantey Niangkouara | Griechenland       | 25,27    |
| 008   | Dorothea Brandt         | Deutschland        | 25,83    |

## Finale
| Platz | Name               | Nation             | Zeit (s) |
| ----- | ------------------ | ------------------ | -------- |
| 001   | Inge de Bruijn     | Niederlande        | 24,58    |
| 002   | Malia Metella      | Frankreich         | 24,89    |
| 003   | Libby Lenton       | Australien         | 24,91    |
| 004   | Therese Alshammar  | Schweden           | 24,93    |
| 005   | Kara Lynn Joyce    | Vereinigte Staaten | 25,00    |
| 006   | Michelle Engelsman | Australien         | 25,06    |
| 007   | Jenny Thompson     | Vereinigte Staaten | 25,11    |
| 008   | Flávia Delaroli    | Brasilien          | 25,20    |